# Swetly (Saratow)
Swetly (russisch Све́тлый) ist eine „geschlossene“ Siedlung städtischen Typs in der Oblast Saratow (Russland) mit 12.493 Einwohnern (Stand 14. Oktober 2010).

## Geographie
Die Siedlung liegt etwa 30 km nordwestlich des Oblastverwaltungszentrums Saratow und dem rechten Ufer der Wolga entfernt im östlichen Teil der Wolgahöhen.
Als Geschlossenes administrativ-territoriales Gebilde (SATO) bildet Swetly den eigenständigen Stadtkreis Possjolok Swetly, der vom Territorium des Rajons Tatischtschewski umgeben ist. Dessen Verwaltungssitz Tatischtschewo schließt fast unmittelbar westlich an.

## Geschichte
Der Ort entstand 1964 als Militärsiedlung für die Strategischen Raketentruppen der Sowjetischen Armee (Taman-Raketendivision) und trug zunächst den Tarnnamen Tatischtschewo-5 nach der nahen Siedlung. Nach 1990 wurde die völlige Geheimhaltung aufgehoben, und 1994 erhielt der Ort den Status einer Siedlung städtischen Typs und eines Geschlossenen administrativ-territorialen Gebildes (SATO) unter dem heutigen Namen, vom russischen Wort für hell.

### Bevölkerungsentwicklung
| Jahr | Einwohner |
| ---- | --------- |
| 2002 | 12.313    |
| 2010 | 12.493    |

Anmerkung: Volkszählungsdaten

## Verkehr
Südlich an der Siedlung führt die Eisenbahnstrecke (Moskau –) Mitschurinsk – Tambow – Saratow (Haltepunkt bei Streckenkilometer 816 ab Moskau, nächster Bahnhof in Tatischtschewo) vorbei. Dort verläuft auch eine regionale Fernstraße (früher R208), die Saratow über Atkarsk und Rtischtschewo mit Kirsanow in der benachbarten Oblast Tambow verbindet, wo ein Anschluss an die (heutige) föderale Fernstraße R208 Tambow – Pensa besteht.

## Persönlichkeiten
- Jewgeni Mironow (* 1966), Schauspieler, geboren in Saratow, verbrachte aber Kindheit und Jugend in Tatischtschewo-5